# Toute une année de lecture
Toute une année de lecture est un manuel de lecture réalisé par A. Andrieux et utilisé autour de 1960 dans bon nombre d’écoles primaires françaises.

## Présentation
Il s’agit en fait de deux séries de 3 livrets chacun :
- Toute une année de lecture au Cours élémentaire 1re année
- Toute une année de lecture au Cours élémentaire 2e année

L’éditeur était Hachette (coll. Classiques Hachette), 79 boulevard Saint-Germain à Paris, et l’imprimeur Brodard-Taupin à Coulommiers et Paris.
Chaque livret, broché et de format 16,6 x 23,2 cm, correspondait à un trimestre de l’année scolaire (180 leçons de lecture au total, soit une leçon par jour) et constituait un recueil de textes, souvent en rapport avec la saison. Les illustrations intérieures de chaque livret étaient confiées à un illustrateur différent, la couverture n’étant pas illustrée.
Les textes étaient repris et adaptés d’auteurs pour enfants (français et étrangers) en faveur à l’époque : chaque texte était généralement découpé en 3 ou 4 leçons suivies d’une « Revision » [sic]. Les illustrations, monochromes, figuraient sur la page de gauche sous forme de 3 ou 4 vignettes surmontant chacune un passage numéroté du texte. Quelques poèmes s’intercalaient entre les histoires.
Ces manuels, devenus relativement rares, trouvent toujours amateur chez les bouquinistes ou sur les sites d'enchères en ligne.

## CE 1
Parution : 3e trimestre 1958.

### Livre 1
Couleur de la couverturerouge
Pagination1-96
IllustratriceMarianne Clouzot
Sommaire
- Poulerousse (Lida, Poule rousse)
- Rouaaâ, le lion en peluche (Claude Aveline, Et de quoi encore ? )
- Il était une fois… (Marie-Madeleine Callard[1], La Chèvre aux Pattes bouclées) [2]
- Deux amies (Georges Riguet, Le Bazar aux Histoires)
- Le petit ours en pain d’épice (Pernette Chaponnière, Le Petit Ours en Pain d’épice)
- Poèmes : Le manège endormi (Pierre Menanteau) ; La rainette (Gabriel Nigond)[3]
- La grenouille voyageuse (Vsevolod Garchine, La Grenouille voyageuse [4])
- Dodu-dodo (Paul Grolleau, cité dans On raconte... de Mathilde Leriche)
- Histoire du chien qui se cherchait un compagnon (Natha Caputo, Contes des Quatre Vents)
- Une maison pour les vieux jours (Léonce Bourliaguet, Hototogisu)
- Le coucou emprisonné (Lida, Coucou)
- La surprise de Doucette (Le Grand Livre des Chats, Ed. Cocorico)
- Le petit renne au nez rouge (Robert L. May, Le Petit Renne au Nez Rouge)
- Poèmes : Chant de Noël (Marie Noël) ; Noël (Fagus)

### Livre 2
Couleur de la couverturebleu
Pagination97-192
IllustratriceLidi
Sommaire
- Bouratino et ses amis (Alexeï Tolstoï, La Petite Clé d’Or)
- Micke, du grenier des Van Poppel (René Guillot, Le Jour bleu)
- Riquet et son canif (Colette Vivier, La Maison des petits Bonheurs)
- César (Joyce L. Brisley, Nouvelles histoires d’une toute petite fille)
- Poèmes : Berceuse (Cécile Périn) ; Chanson pour les enfants l’hiver (Jacques Prévert)
- Le désir de Camillo (Florence Houlet[5], Histoires pour toi)
- Par un soir d’hiver (Isabelle Georges Schreiber[6], La Naissance du Sucre d’Orge [7])
- Le pêcher magique (Pernette Chaponnière, Le petit Ours en Pain d’épice)
- Mi-Carême (Princesse V. Jadéja[8], Contes pour faire rêver les petits et les grands)
- Poèmes : Si l’enfant dort… (Marie Noël) ; Paulinette (Marcelle Vérité)
- Sadi-Boudou (Isabelle Georges Schreiber[9], La Naissance du Sucre d’Orge [7])
- Kilé Bamba (Luda, Contes du Grand Nord)
- L’enfant égaré (Christian Pineau, Plume et le Saumon)
- Nico-Chien (André Maurois, Nico, le petit garçon changé en chien)

### Livre 3
Couleur de la couverturevert
Pagination193-288
IllustratriceLine Touchet
Sommaire
- Claire (Maurice Genevoix, L’Hirondelle qui fit le printemps)
- Le petit balai qui voulait fleurir (Marie Colmont, Histoire du Balai fleuri)
- Coloris à choisir !  (Marie-Louise Vert[10], Les contes de Perrette, 2e série)
- Une belle couvée (Princesse V. Jadeja, Contes pour faire rêver…)
- Poèmes : Il tombe encore des grêlons (Maurice Carême) ; La fête du vert (Henri Pourrat, Liberté)
- Le ballon rouge (Albert Lamorisse, Le Ballon rouge)
- Boby campeur (Joyce L. Brisley, Nouvelles histoires d’une toute petite fille)
- Le petit train (Graham Greene, Le Petit Train)
- Les grenouilles demandent une reine (Léonce Bourliaguet, Par Monts et par Vaux)
- Poèmes : Le moulin au printemps (Alphonse de Lamartine) ; Le beau navire (Edmond André Rocher)
- La petite Étoile de mer (Guil, La Petite Étoile de mer)
- Le rosier de Mandoline (Christian Pineau, L’Ourse aux pattons verts)
- Au pays des poissons (Maxime Gorki, Contes)
- Tistou les pouces verts (Maurice Druon, Tistou les pouces verts)
- Poèmes : Danse (Touny-Léris) ; Chanson d’août (Philéas Lebesgue)

## CE 2
Parution : 2e trimestre 1961.

### Livre 1
Couleur de la couverturegris-vert, dos et titre orange
Pagination1-96
IllustrateurWladimir Zveg
Sommaire
- Emmanuel, qui fut le dernier de la classe (Christian Pineau, Histoires de la forêt de Bercé)
- La souquenille de Merlin (Léonce Bourliaguet, Mitou-les-Yeux-Verts)
- Le premier fusil de Davy Crockett (Tom Hill, Les premiers exploits de Davy Crockett)
- Une famille inquiète (Felix Salten, Les enfants de Bambi)
- Poèmes : Il pleut doucement (Maurice Carême, Mère) ; Vers l'automne (Victor Hugo, Cris dans l'ombre)
- Une fameuse soupe (Luda, Les Maîtres de la Forêt)
- Les babouches de Baba Rayou (E. Juhel-Gellie, cité dans On raconte..., de Mathilde Leriche)
- Bucchettino (conte toscan recueilli par Paul Delarue)
- Deux sapins dans la tempête (Pernette Chaponnière[11], Le petit ours en pain d'épice)
- Narcisse (Elwyn Brooks White, Les Aventures de Narcisse)
- Fable : Le Grillon (Florian). Poème : Le Merle en hiver (Théophile Gautier, Émaux et Camées)
- Le cheval du colonel (Claude Aveline, Histoire du lion, de l'éléphant, du chat)
- Une pauvre famille (André Baruc, Les patins de cristal)
- Le réveillon est pour ce soir (Christian Pineau, Contes de je ne sais quand)
- Poèmes : Le sapin de Noël (Pernette Chaponnière, Vingt Noëls pour les enfants) ; Nuit d'hiver (Paul Claudel, L'Enfant Jésus de Prague)

### Livre 2
Couleur de la couverturegris-vert, dos et titre verts
Pagination97-192
IllustrateurConjat
Sommaire
- Les douze mois (Samuel Marchak[13], Les Douze Mois)
- Karel et ses sabots (Isabelle Georges Schreiber, La naissance du sucre d'orge [7])
- Le dernier fagot (Marguerite Soleillant[14], Contes de la Mésange)
- Monsieur Bonhomme (Colette Nast[15], Pour aujourd'hui et pour demain)
- L'imprudente dormillouze (Micheline Morin, L'Alpe enchantée)
- Fable : La perdrix (Jean de La Fontaine). Poème : La Saint-Valentin (Auguste Angellier)
- Drôle de Carnaval ! (Jean Nesmy, Jean le Loup) [16]
- Âne pauvre et cochon gras (Paul Vaillant-Couturier, Histoire d'Âne pauvre et de Cochon gras)
- Fable : L'âne et le petit chien (Jean de La Fontaine)
- L'arquebusier de terre cuite (Léonce Bourliaguet, Hototogisu)
- Jonquille et son voleur (André Baruc, Contes de la Zérosième)
- Kantchil (Luda, Les Maîtres de la Forêt)
- Toto Razmott (Christian Pineau, Histoires de la Forêt de Bercé)
- Vivette à la ferme (Louise de Vilmorin, Une Fabuleuse Entreprise)
- Poèmes : La rose et le lilas (Maurice Carême, Volière) ; La venue du printemps (Racan, Bergeries)

### Livre 3
Couleur de la couverturegris-vert, dos et titre rouges
Pagination193-288
IllustrateurMichel Fontaine
Sommaire
- Plumet (Yves Grosrichard, Conte des Mésanges bleues)
- Une naissance (Léon et Marguerite Thévenin, Les aventures de Colas le Corbeau)
- Kumbo et son poney (Gine Victor Leclercq[17], Va comme le vent)
- Le Vent cherche un lit (André Baruc, Contes de la Zérosième)
- Poèmes : Vent d'avril (Émile Verhaeren), Chanson d'avril (Louise Pauli)
- Les quatre films de Pappalardo (Léonce Bourliaguet, Mitou les yeux verts)
- La Bavarde et la Coquine (Geneviève Serreau, Contes du Chili)
- Le petit faon (Georges Nigremont[18], Le Petit Faon)
- Poèmes : Tu es belle, ma mère (Maurice Carême) ; La Chanson de l'Alouette (Louisa Pauli)
- Le Conseil des oiseaux (Christian Pineau, Histoires de la forêt de Bercé)
- Un gardien pour la savane (Luda, Les Maîtres de la Forêt)
- Une aventure de Renard (Léopold Chauveau, Le roman de Renard)
- Une araignée aventureuse (Charles Vildrac, cité par Mathilde Leriche, On raconte...)
- La petite fille qui n'avait jamais vu la mer (L. Guillaume, Contes)
- Poèmes : Chaleur (Anna de Noailles) ; Je passais mes vacances... (Maurice Fombeure)